# Барух Голдстајн
Барух Копел Голдстајн (хебр. ברוך קופל גולדשטיין, право име Бенјамин Голдстајн; 9. децембар 1956 — Хеброн, 25. фебруар 1994) био је америчко-израелски масовни убица, терориста, верски екстремиста и лекар који је 1994. године извршио масакр у Пећини патријарха у Хеброну убивши 29 и ранивши 125 палестинских муслимана у току верскога обреда. Преживели масакра су га претукли на смрт.
Израелска влада је осудила масакр и одговорила хапшењем следбеника Мер Кахана, криминилазирањем јеврејских покрета који су повезани са терористичким деловањем (нпр. Как), забрањивањем одређених израелских покрета Кацх и повезаних покрета као терористичким, забрањивањем одређених израелских досељеника да уђу у палестинске градове и захтијевањем да се ти досељеници окрену у пушкама које је издала војска, иако одбацујући Палестинску ослободилачку организацију захтев да се сви досељеници са Западне обале разоружају и да се створе међународне снаге за заштиту Палестинаца.
Голдстајново гробно место је постало место ходочашћа ортодоксним Јеврејима. На гробу му је писало да је дао живот за народ, државу и Тору. Гроб је 2010. г. размонтиран (касније и делимично обновљен), али је и даље остало место ходочашћа.

## Младост и образовање
Голдстајн је рођен 9. 12. 1956 као Бенџамин Голдстајн у Бруклину, у Њујорку. Његова породица је била ортодоксно јеврејска. Похађао је јеврејску школу Јешива Флетбуш. Доцније је студирао медицину на Универзитету Јешива (јеврејски универзитет на Менхетну), а дипломирао је на Медицинском факултету „Алберт Ајнштајн”. Био је припадник Јеврејске лиге одбране (ЈДЛ). Тај покрет је основао његов пријатељ из детињства Мер Кахана.

## Досељење у Израел
Голдстајн се доселио у Израел 1983. г. Служио је као лекар у Израелским одбрамбеним снагама (ИОС), прво као регрут, а затим као резервиста. По завршетку своје активне дужности, Голдстајн је радио као лекар и живео је у израелском насељу Кирјат Арба (близу Хеброна). Ту је радио као лекар хитне помоћи и био је укључен у лечење жртава арапско-израелскога сукоба. У то време мења име из Бенјамин у Барух. Оженио је совјетску досељеницу Мирјам и имао је четверо деце с њом. Извештаји израелске штампе тврдили су да је Голдстајн одбијао да лечи Арапе, чак и арапске војнике који служе у ИОС, верујући да је против јеврејских закона поступање са нејеврејима чак иако би нејевреји платили. То су потврдили и коментари његових познаника. Голдстајн је био активан у странци Ках и био је трећи на страначкој листи за Кнесет током парламентарних избора 1984. г. Голстајн је био противник демократије. Он је упоређивао израелску демократију са настичким режимом па је имао навику да носи жуту давидову звезду на којој пише на немачком „Јевреј” (Jude).

## Покољ
Дана 25. 2. 1994, када се обележавао јеврејски празник Пурим, Голдстајн је ушао у одеок Пећине патријарха која је тада служила као џамија, носећи своју војничку униформу са ознакама положаја у служби, стварајући слику резервнога официра у активној служби. То му је послужило да неометано дође на место у ком су се молили муслимани. Потом је отворио ватру убивши 29 верника и ранивши више од 125. Чувар џамије Мухамед Сулејман Абу Салех је рекао да је на први поглед помислио да Голдстајн покушава да убије што више људи и описао је како „тела и крви има свуда.” Кад му је понестало муниције, преживели покоља су га савладали и тукли до смрти. Према Ијану Лустику, Голдстајн је то урадио баш на тај празник јер према муслиманскоме предању тада су се Јевреји и Арапи сукобили.
Протести Палестинаца и нереди су одмах после тога уследили; наредне две седмице је убијено 25 Палестинаца (од стране ИОС-а), као и пет Јевреја. После нереда, израелска влада је увела двонедељни полицијски час за 120 хиљада арапа из Хеброна. С друге стране, 400 јеврејских житеља је имало слободу кретања. Израелски премијер Јицак Рабин телефонирао је лидеру Палестинске ослободилачке организације (ПОО) Јасеру Арафату описавши напад као гнусан. У обраћању у Кнесету, Рабин је посветио говор, не само Голдстајну, већ и његовим следбеницима и осталим милитантним појединцима изјавивши да они нису део израелске заједнице и да нису део националнога демократског табора којем сви становници Израела припадају. Навео је, даље, да их људи презиру и да они нису партнери ционистима, већ да су они страна тела, срамота и коров. Израелска влада је осудила покољ и одговорила је хапшењем следбеника Мера Каханеа. Један део ортодоксних Јевреја је такође осудио овај покољ.

## Гробље и светиште
Израелске војне власти су одбиле да дозволе Голдстајну да буде сахрањен на јеврејскоме гробљу у Хеброну. Он је сахрањен преко пута Меморијалнога парка Мер Каханеа у Кирјат Арби, јеврејском насељу близу Хеброна у којем је живео Голдстајн. Парк је добио име у знак сећања на рабина Мера Каханеа, основача крајње десничарске политичке странке Ках, групе коју су Сједињене Државе и Израел класификовале као терористичку организацију. Голдстајн је био дугогодишње следбеник и пријатељ Каханеа и члан споменуте групе.
Голдстајнова гробница је постала место ходочашћа појединих Јевреја којима је Голдстајн постао јунак. Надгробна полоча украшена је стиховима: „Светом Баруху Голдстајну, који је дао живот за јеврејски народ, Тору и народ Израела.” Према наводима Баруха Марцела, приближно десет тисућа људи посетило је гроб до 2000. године. Године 1996. чланови Лабуристичке странке затражили су уклањање молитвенога подручја која потсећа на олтар у близини гроба, а израелски званичници су изразили забринутост да ће контроверзе у вези са гробом подстакнути екстремисте. Три године доцније, после доношења закона дизајнираног за забрану дизања споменика терористима, израелска војска је булдожерима разрушило олтар и молитвени простор постављен у близини гроба. Међутим, изграђена је нова гробница коју и даље посећују јеврејски ходочасници.

## Култ личности
Док су главни јеврејски верски ауторитети одбацили сугестију да је Тора одобрила убијање Палестинаца, неки религиозни Јевреји бранили су Тору и Голдстајнов акт.
На Голдстајновој сахрани, рабин Јаков Перин тврдио је да ни милион Арапа не вреди као један јеврејски нокат. Самуел Хакохен, професор на Јерусалимскоме колеџу, прогласио је Голдстајна за највећег савременога Јевреја. Он је додао да је Голдстајн једини који је могао да уради такав чин и једини који је то могао да уради тако савршено као Голдстајн. Рабин Дов Лиор из Кирјат Арбе је изјавио да је Голдстајн светији од свих мученика Холокауста.
У недељама после масакра, стотине Израелаца је отпутовало на Голдстајнов гроб да прослави његов, по њима, јуначки чин. Неки хасадисти су плесали и певали око његовога гроба. Неки ходочасници су прогласили Голдстајна свецем и јунаком Израела.
Феномен поштовања Голдстајнове гробнице је трајао годинама после сахране. Ортодоксни Јевреји и даље славе годишњицу покоља. Неретко облаче и своју децу да личе на Голдстајна у тренутку пуцања по муслиманима.
Године 2010, јеврејски досељеници су пред палестинским суседима демонстративно певали песме у знак покоља у Хеброну у Голдстајнову част, током прославе исламскога празника Пурим. Фраза из једне песме гласи: „Докторе Голдстајн, нема никога другог попут Вас на свету. Докторе Голдстајн, сви Вас волимо! Нишанио је терористичке главе, снажно је стиснуо обарач и пуцао метке, пуцао и пуцао!”

## Извори
1. ↑  Israel and the Politics of Jewish Identity: The Secular-Religious Impasse. By Asher Cohen, Bernard Susser. p.59
2. ↑  „"CIA paper cites Jewish acts of terrorism"”. Архивирано из оригинала 29. 08. 2010. г. Приступљено 07. 05. 2021., JTA, 26 August 2010
3. ↑  Hillel Kutler. „"US report cites increase in terrorism deaths in Israel"”. Архивирано из оригинала 01. 02. 2013. г. Приступљено 07. 05. 2021., Jerusalem Post, 30 April 1995
4. ↑  Haberman, Clyde (3. 3. 1994). „West Bank Massacre; Israel Eases Curfew in Territories; Ensuing Riots Deepen Pessimism”. The New York Times. стр. A1. Архивирано из оригинала 16. 7. 2014. г. Приступљено 19. 10. 2009. „Faced with rage in the territories and its own revulsion over the Hebron massacre, the P.L.O. has dug in on its demands that all settlers be disarmed and that an international force be created to protect Palestinians. Mr. Rabin has said no to both demands. But he [Rabin] has imposed tougher measures against a relatively small number of the most militant settlers, which, while far from what the Palestinians want, represents a significant shift for the Government. Several days after ordering the arrest of five people faithful to the anti-Arab preaching of the late Rabbi Meir Kahane, the army began today to carry out other measures, telling 18 settlers to stay out of Arab towns and to turn in their army-issued rifles.”
5. 1 2 3  „Graveside party celebrates Hebron massacre”. BBC News. 21. 3. 2000. Архивирано из оригинала 1. 8. 2009. г. Приступљено 19. 10. 2009.
6. 1 2  Waldman, Ayelet (2014). „The Shame of Shuhada Street”. The Atlantic. Архивирано из оригинала 2017-11-16. г. Приступљено 2017-03-05.
7. ↑  „BBC NEWS”. Архивирано из оригинала 06. 07. 2017. г. Приступљено 07. 05. 2021. "Goldstein had been a member of the Jewish Defense League."
8. 1 2  Lacayo, Richard; Lisa Beyer; Massimo Calabresi; Eric Silver (7. 3. 1994). „The Making of a Murderous Fanatic”. Time. Архивирано из оригинала 10. 2. 2009. г. Приступљено 19. 10. 2009.
9. ↑  „BBC NEWS”. Архивирано из оригинала 06. 07. 2017. г. Приступљено 07. 05. 2021. "Goldstein had lived in Israel for 11 years and was a doctor in the Jewish settlement of Kiryat Arba, just outside Hebron." "As the settlement's main emergency doctor, he was involved in treating victims of Arab-Israeli violence."
10. ↑  „Life in Hebron's cage of security”. Christian Science Monitor. 1994-11-30. Архивирано из оригинала 2018-02-19. г. Приступљено 2018-02-18.
11. ↑  Gurvitz, Yossi (2012-04-08). „Jewish soldiers refuse to share Seder table with Druze comrades”. 972mag. Архивирано из оригинала 2012-11-17. г. Приступљено 2012-09-10.
12. ↑  Israel Shahak; Norton Mezvinsky (1999). Jewish Fundamentalism in Israel, (2nd изд.). Pluto Press. стр. 96.. 2004.
13. ↑  „Mass-mediated Terrorism”. Архивирано из оригинала 14. 08. 2014. г. Приступљено 07. 05. 2021. Brigitte Lebens Nacos, Rowman & Littlefield, 2002
14. ↑  „"Brother Against Brother"”. Архивирано из оригинала 28. 06. 2014. г. Приступљено 07. 05. 2021. By Ehud Sprinzak pg. 242
15. ↑  Ami Pedahzur, Arie Perliger,Jewish Terrorism in Israel, Columbia University Press, 2011. p.71.
16. ↑  „Commission of Inquiry- Massacre at the Tomb of the Patriarchs in Hebron-26-Jun-94”. Mfa.gov.il. 1994-06-26. Архивирано из оригинала 2013-01-12. г. Приступљено 2013-08-01.
17. ↑  Settlers remember gunman Goldstein; Hebron riots continue. Issacharoff, Avi. Haaretz. March 01, 2010.
18. 1 2 3  „On This Day 1994: Jewish settler kills 30 at holy site”. Архивирано из оригинала 06. 07. 2017. г. Приступљено 07. 05. 2021., February 25, 2005, BBC News.
19. ↑  Church, George J.; Lisa Beyer; Jamil Hamad; Dean Fischer; J.F.O. McAllister (7. 3. 1994). „When Fury Rules”. Time. Архивирано из оригинала 14. 12. 2011. г.
20. ↑  Ian Lustick, For The Land and The Lord, Council on Foreign Relations (1988) 2nd ed., 1994, Preface
21. ↑  Middle East Journal, Chronology, 48  (3): p. 511 ff.
22. ↑  
Aditi, Bhaduri (21. 5. 2006). „Fabled town, divided and bruised”. The Hindu. Архивирано из оригинала 28. 2. 2011. г. Приступљено 19. 10. 2009. „Still fresh in the memory of almost all the inhabitants was the Goldstein case of 1994, when a two-week curfew was imposed on the 1,20,000  [sic] Palestinian residents of the city, but not on the 400 Jewish settlers of H2.”
23. ↑  The ethics of war in Asian civilizations: a comparative perspective By Torkel Brekke, Routledge, 2006, p.44
24. ↑  Wilson, Rodney. 2007. Review Article: Islam and Terrorism. British Journal of Middle Eastern Studies. 34  (2):  203–213. . (accessed 29 August 2010).
25. ↑  „Supreme court decision”. Архивирано из оригинала 2014-12-27. г.
26. ↑  „"Goldstein's grave draws extremists"”. Архивирано из оригинала 30. 09. 2007. г. Приступљено 07. 05. 2021., Jewish Telegraphic Agency, November 22, 1996.
27. ↑  "Israel removes shrine to mosque murderer", CNN, 29 December 1999. Архивирано 14 новембар 2005 на сајту
28. 1 2  Kraft, Scott (28. 2. 1994). „Extremists Pay Tribute to Killer of 48 at Funeral”. Los Angeles Times. Приступљено 17. 1. 2020.
29. ↑  Brownfeld, Allan C. (март 1999). „Growing Intolerance Threatens the Humane Jewish Tradition”. Washington Report on Middle East Affairs: 84—89. Приступљено 2011-04-11.
30. ↑  Qureshi, Emran; Michael Anthony Sells (2003). The new crusades: constructing the Muslim enemy. Columbia University Press. стр. 129. ISBN 978-0-231-12667-0.
31. ↑  Haberman, Clyde.„"Hundreds Of Jews Gather To Honor Hebron killer"”. Архивирано из оригинала 18. 02. 2017. г. Приступљено 07. 05. 2021., April 1, 1994, New York Times.
32. ↑  Bouckaert, Peter. „Center of the Storm: a case study of human rights abuses in Hebron District”. Архивирано из оригинала 03. 01. 2017. г. Приступљено 07. 05. 2021., 2001, page 82.
33. ↑  Elliott Horowitz. „Reckless Rites: Purim and the Legacy of Jewish Violence”. Архивирано из оригинала 05. 09. 2015. г. Приступљено 07. 05. 2021. pp. 8, Princeton University Press
34. ↑  „Purim Party Sparks MKs Protests”. Архивирано из оригинала 24. 09. 2015. г. Приступљено 07. 05. 2021., Haaretz, March 19, 2003
35. ↑  „Sheikh Jarrah Jews praise Baruch Goldstein on Purim”. Архивирано из оригинала 2010-10-04. г. Приступљено 2010-08-26.